# Себа (футболист)
Себастьян де Фрейтас Коуту Жуниор (порт.-браз. Sebastião de Freitas Couto Júnior; 8 июня 1992, Салвадор), более известный под именем Себа́ (порт.-браз. Sebá) — бразильский футболист, полузащитник и нападающий клуба «Аль-Шабаб».

## Карьера
Себа начал карьеру в клубе «Крузейро», где дебютировал 3 июня 2010 года в матче с «Сантосом». Проведя за два года 10 матчей в чемпионате, нападающий был арендован клубом «Насьонал» из Эзмералдаса. Его первой игрой стал матч 4 февраля 2012 года с «Тупи», а 15 апреля Себа забил первый мяч в составе команды, поразив ворота «Вилла Новы» на 20 минуте встречи. Далее нападающий уехал, на правах аренды, в Португалию, в клуб «Порту». Первоначально Себа играл за вторую команду, выступавшую во втором дивизионе. 30 декабря 2012 года он дебютировал в основе «Порту» в матче Кубка лиги с «Эшторил-Прая». По окончании сезона, где бразилец так и не смог закрепиться в основе команды, «Порту» принял решение не выкупать контракт футболиста. Зато этим воспользовался «Эшторил», который приобрёл контракт нападающего за 800 тысяч евро. Помогло и то, что португальская команда имела тесные связи с бразильским футбольным агентством Traffic, владевшим правами на футболиста. 1 августа 2013 года Себа дебютировал в «Эшториле» в матче Лиги Европы с клубом «Хапоэль». 15 сентября того же года он забил первый гол в составе команды в игре с «Брагой». Всего за два сезона бразилец провёл за клуб 75 матчей и забил 12 голов.
19 августа 2015 года Себа перешёл в пирейский «Олимпиакос», заплативший за трансфер бразильца 1,7 млн евро. Контракт был подписан на 4 года. В греческую команду его пригласил бывший тренер «Эшторила», Марку Силва, возглавивший «Олимпиакос». 23 августа он сыграл первую встречу за клуб против «Паниониоса». 5 декабря того же года Себа забил первый мяч в составе «Олимпиакоса»; этот результативный удар принёс команде тяжёлую победу над клубом «Пантракикос» со счётом 4:3. По окончании сезона «Олимпиакос» стал чемпионом Греции.

## Достижения
- Чемпион штата Минас-Жерайс: 2011
- Чемпион Португалии: 2012/2013
- Чемпион Греции: 2015/2016, 2016/2017